# گودهرست
گودهرست (به انگلیسی: Goudhurst) یک روستا و محله مدنی در بریتانیا است که در Tunbridge Wells واقع شده‌است. گودهرست ۳٬۲۰۴ نفر جمعیت دارد.